# Капельная жидкость
Капельная жидкость — малосжимаемые жидкости, обладающие определённым объёмом, величина которого практически не изменяется под воздействием внешних сил.
В гидравлике жидкости, пары и газы принято объединять под единым наименованием жидкостей, при этом их подразделяют на два вида — газообразные жидкости (или просто газы) и капельные жидкости (или просто жидкости).
Капельная жидкость занимает промежуточное положение между газом и твёрдым телом. Капельные жидкости не всегда заполняют предоставленный им объём, обычно они образуют ограниченную поверхность. Плотность у капельных жидкостей постоянна. Капельные жидкости характеризуются большим сопротивлением сжатию и малым сопротивлением растягивающему усилию. Такие вещества как вода, бензин, ртуть при комнатной температуре являются капельными жидкостями.